# Koordersiodendron pinnatum
Koordersiodendron pinnatum är en sumakväxtart som först beskrevs av Francisco Manuel Blanco, och fick sitt nu gällande namn av Merrill. Koordersiodendron pinnatum ingår i släktet Koordersiodendron och familjen sumakväxter. Inga underarter finns listade i Catalogue of Life.